# Efflorescence algale
Pour les articles homonymes, voir Bloom.
Ne doit pas être confondu avec efflorescence.

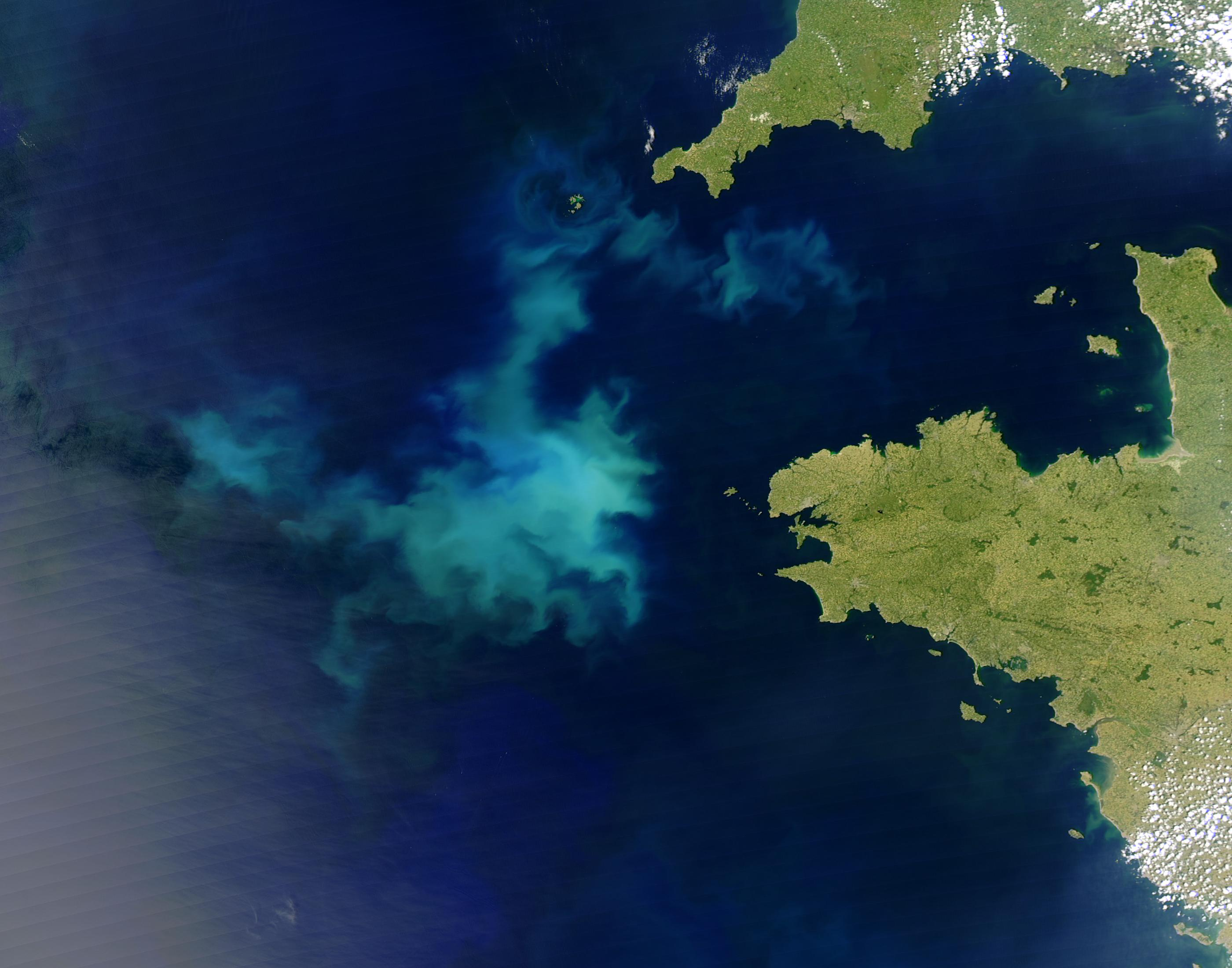
Une vaste efflorescence planctonique au large de la Bretagne, vue depuis l'espace.
Surface : plus de 20000 km2 (cliché NASA, juin 2004).

Une efflorescence algale ou prolifération algale (parfois décrite avec un emprunt à l'anglais bloom algal ou bloom phytoplanctonique) est une augmentation relativement rapide de la concentration d'une (ou de plusieurs) espèce(s) d'algues (ou de bactéries, les cyanobactéries, anciennement appelées « algues bleues »), appartenant généralement au phytoplancton, dans un système aquatique d'eau douce, saumâtre ou salée. Cette prolifération se traduit généralement par une coloration de l'eau (en rouge, brun, brun-jaune ou vert). Ces couleurs sont dues aux pigments photosynthétiques dominants des cellules algales en cause.
Le phénomène peut être naturel ou favorisé par des pollutions terrigènes (nitrates, phosphates),. Dans ces derniers cas, des proliférations intenses et longues peuvent conduire à des « zones mortes », en raison d'une consommation de la totalité de l'oxygène dissous dans l'eau la nuit ou d'émissions de toxines par certaines espèces de plancton (cyanophycées, notamment). En général, seule une ou quelques espèces de microalgues sont en cause. Dans un lac ou une zone marine faiblement renouvelée (dans une baie, un fjord…), même une petite quantité de phosphate suffit à induire une efflorescence.

## Éléments de définition
On[Qui ?] considère souvent le seuil de l'efflorescence algale à 10 000 cellules par millilitre ; dans certains cas, la concentration peut atteindre plusieurs millions de cellules par millilitre. Mais il existe des algues et cyanobactéries aux tailles et taux de croissance et besoins en nutriments très différents. Il n'y a donc pas de seuil officiellement reconnu pour définir une efflorescence. Pour certaines espèces on considère qu'il y a prolifération (désignée sous les termes de « fleur d'eau » ou « floraison ») à des concentrations de millions de cellules par millilitre, tandis que pour d'autres ce seuil sera atteint à quelques dizaines de milliers de cellules par litre[réf. souhaitée].

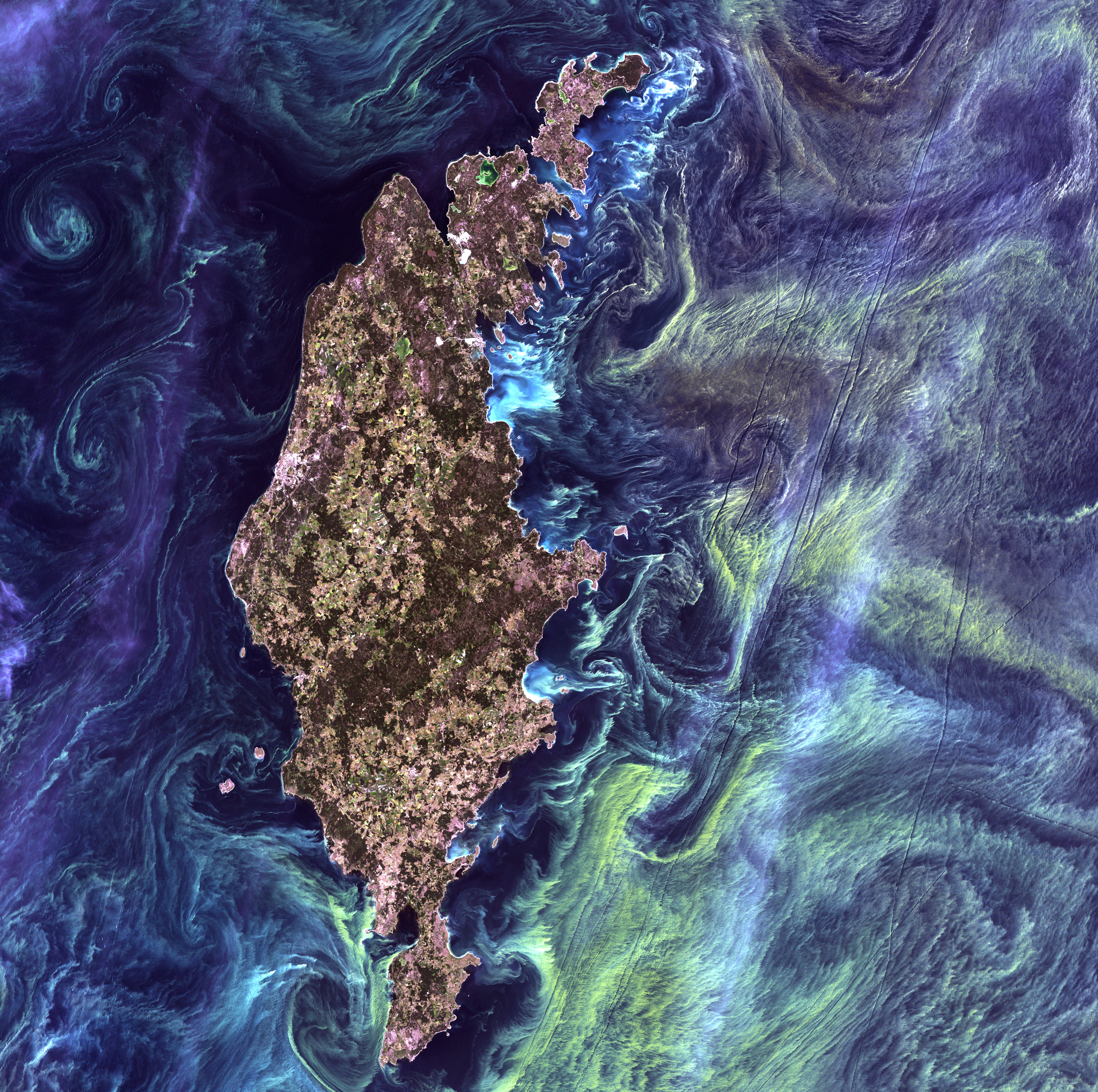
Vue satellitale d'un bloom de phytoplancton autour de l'île suédoise de Gotland (mer Baltique, en 2005). Des munitions immergées (après la Première Guerre mondiale) sont présentes non loin, qui contiennent des nitrates en grande quantité, mais elles ne semblent pas ici en cause

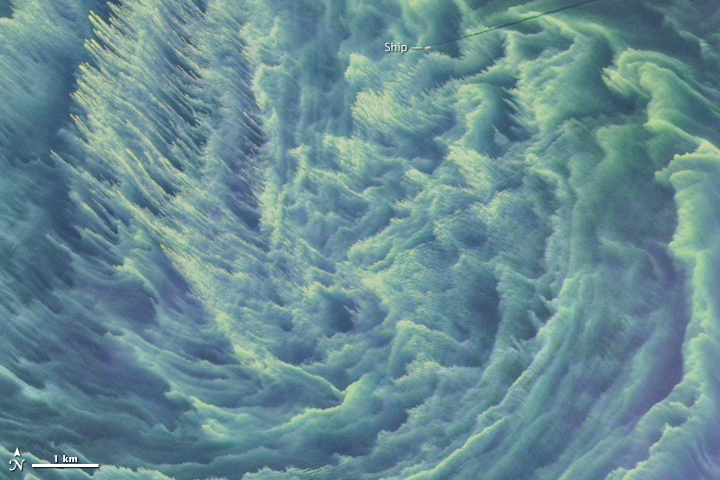
11 aout 2015 : détail d'une image NASA fournie par le satellite Landsat 8 en fausses couleurs montrant un bloom planctonique (avec Nodularia sp.)

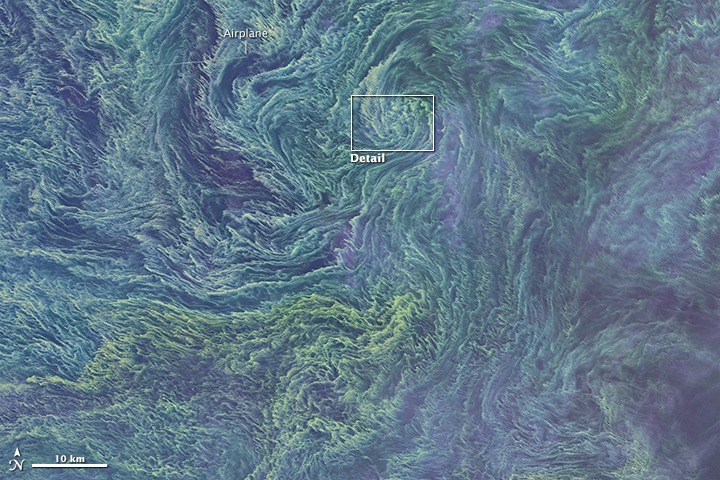
Vue générale de la zone d'où provient le zoom ci-dessus

La notion anglophone de « bloom » peut aussi inclure des phénomènes de pullulation de macroalgues (ulves en général), responsables de marées vertes quand elles s'échouent sur les plages.
La notion d'« efflorescences algales nuisibles » est réservée aux cas où les microorganismes contiennent ou rejettent des toxines comme c'est souvent le cas avec les dinoflagellés du genre Alexandrium et Karenia du genre Karenia brevis, ou les diatomées du genre Pseudo-nitzschia, responsables d'efflorescence brunes ou rouges dites « marées rouges ».

## Histoire
Au Haut Moyen Âge, Grégoire de Tours décrivait le phénomène suivant :

« Dans une autre ville proche de la cité de Vannes, il y avait un grand étang rempli de poissons, dont l’eau, à la profondeur d’une brasse, se changea en sang. Pendant plusieurs jours il se rassembla autour de cet étang une multitude innombrable de chiens et d’oiseaux qui buvaient ce sang, et le soir s’en retournaient rassasiés. »

Ce qui apparaissait alors comme un prodige peut être expliqué par un phénomène d'explosion algale.
Des changements de couleur de l'eau étaient déjà décrits dans le golfe du Mexique par les premiers explorateurs tels que Cabeza de Vaca.
C'est au xxe siècle qu'on a pris conscience de l'existence de pullulations algales pour tout ou partie induites par l'Homme. Il est possible qu'une partie des cas décrits soit liée au nombre d'observations plus important, notamment grâce à l'imagerie satellite,.

## Géographie du phénomène
Les efflorescences ne surviennent pas au hasard.
Elles résultent d'une conjonction de plusieurs facteurs, déclinés ci-dessous. Elles sont rares dans les eaux oligotrophes de l'océan tropical, et plus communes en zones tempérées près du plateau continental et du trait de côte (en aval d'estuaires de cours d'eau très anthropisés notamment).

## Causes et mécanismes d'une efflorescence
Dans le milieu aquatique coexistent de très nombreux organismes unicellulaires microscopiques, végétaux, fongiques et bactériens, et un nombre encore plus grand de virus.
Les microalgues sont naturellement plus abondantes sous la surface où l'ensoleillement est maximal. En présence de nutriments, elles s'y reproduisent très vite. Les nitrates et phosphates, et le fer comptent parmi les principaux facteurs limitants des microalgues, mais la forme qu'a le nutriment dans le milieu (ammoniac, urée, ion nitrate) a également une importance, de même que la température de l'eau. 
Les microalgues sont la base de la chaîne alimentaire dont presque tous les autres organismes aquatiques dépendent ; leur dynamique de population est normalement contrôlée par le zooplancton et par les virus d'algues.
Tant que du CO2 et les oligoéléments nécessaires aux algues sont disponibles, les phosphates dissous (ou d'autres nutriments) accélèrent fortement la croissance des algues. Mais la vie de chaque algue étant de courte durée, la quantité de matière morte croît également rapidement. Le phénomène est si brutal que le zooplancton n'a pas le temps de se développer ni de consommer assez d'algues vivantes. La nuit la photosynthèse cesse, et le jour suivant dans les eaux très turbides la lumière solaire pénètre mal ; il en résulte une chute de l'oxygène dissous et parfois une consommation par les organismes décomposeurs de la totalité de l'oxygène disponible (ces décomposeurs sont principalement des bactéries et champignons). Ceci conduit à une situation hypoxique et localement à la mort des organismes aérobies.
Les phénomènes qui se conjuguent pour conduire à une efflorescence algale sont notamment :
- les courants horizontaux et verticaux. Ces derniers sont modifiés par des phénomènes météorologiques, mais aussi à plus grande échelle par des phénomènes naturels d'oscillations climatiques tels que les événements El Niño et La Niña ;
- le vent qui peut maintenir une masse d'eau dans une baie ou une lagune ou au contraire la disperser ;
- la proximité d'une source naturelle ou anthropique d'eutrophisants, dans l'eau, en aval d'un estuaire ou dans un bassin-versant. Il pourrait parfois s'agir d'une épave (Ex : chimiquier ou transport d'engrais) ou d'un dépôt de munitions immergées, car certaines munitions (en particulier de la Première Guerre mondiale) étaient chargées avec des nitrates. Certaines munitions incendiaires et chimiques contiennent aussi du phosphore ;
- un apport de nutriment à longue distance par le vent, à la suite d'envols de poussière riche en fer et en certains minéraux (silice…) provenant de vastes zones désertiques (Sahara, désert de Gobi…)[13] ;
- la géographie et la géomorphologie ; les formes de baies, fjords, mers semi-fermées, lagunes où l'eau circule peu (par faible coefficient de marée notamment) peuvent favoriser les zones mortes ou des blooms (ainsi le golfe du Maine subit souvent des pullulations de dinoflagellés Alexandrium fundyense sécrétant une saxitoxine, une neurotoxine responsable de l'intoxication paralysante par les mollusques. Les marées rouges bien connues du golfe du Mexique sont dues à Karenia brevis, un dinoflagellé produisant une brévétoxine neurotoxique, responsable de graves intoxications. En Californie, une diatomée (Pseudo-nitzschia) produit de l'acide domoïque, une autre neurotoxine, source de l'intoxication amnésique par les mollusques. Au large de la côte ouest de l'Afrique du Sud, Alexandrium catanella perturbe chaque printemps la pêche en rendant diverses espèces provisoirement toxiques et impropres à la consommation humaine[14].

## Couleurs

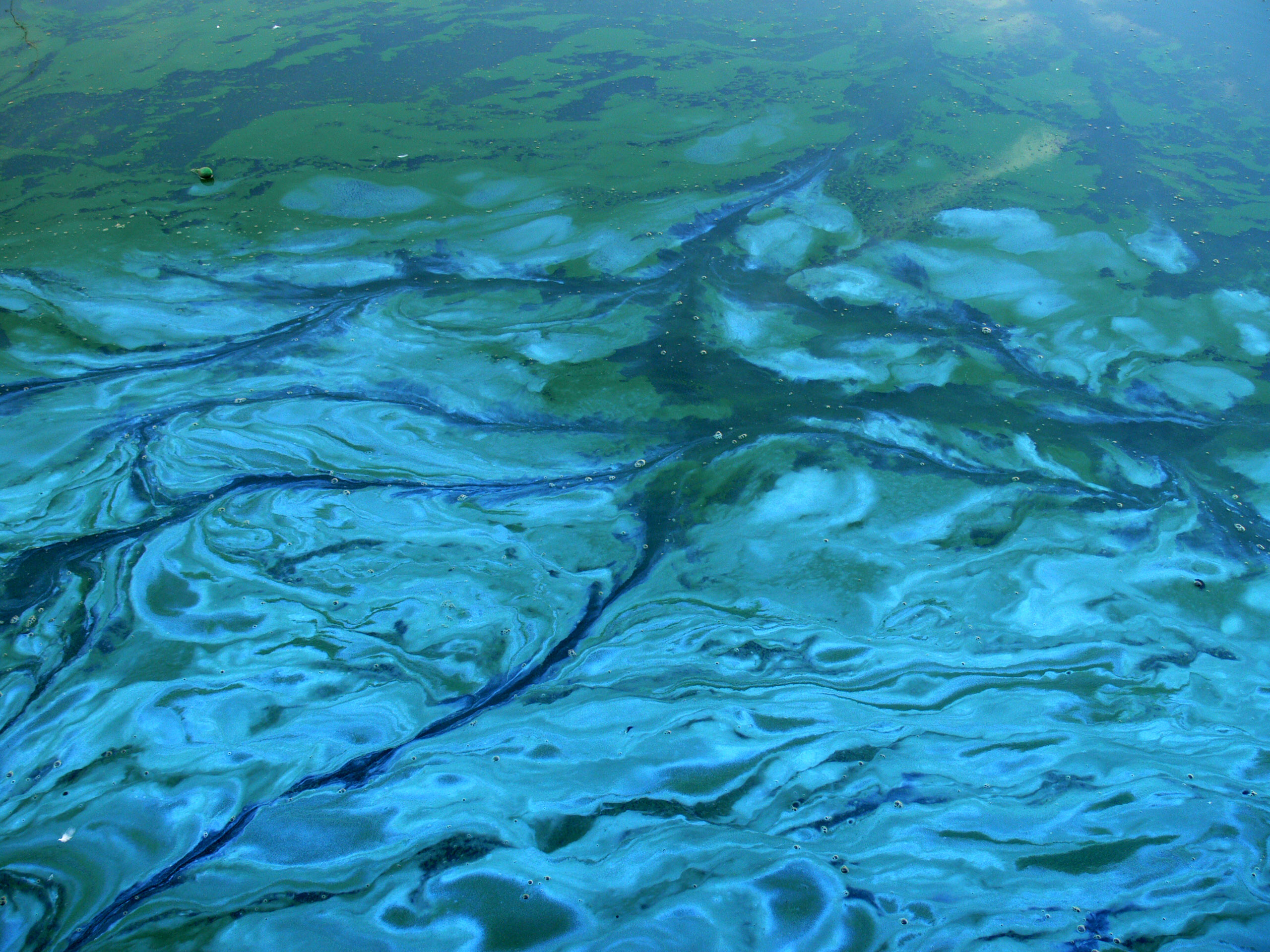
Exceptionnellement, en fin de prolifération de cyanophycées, le biofilm prend une couleur bleue, notamment sur les berges où le vent ou le courant ont poussé les algues

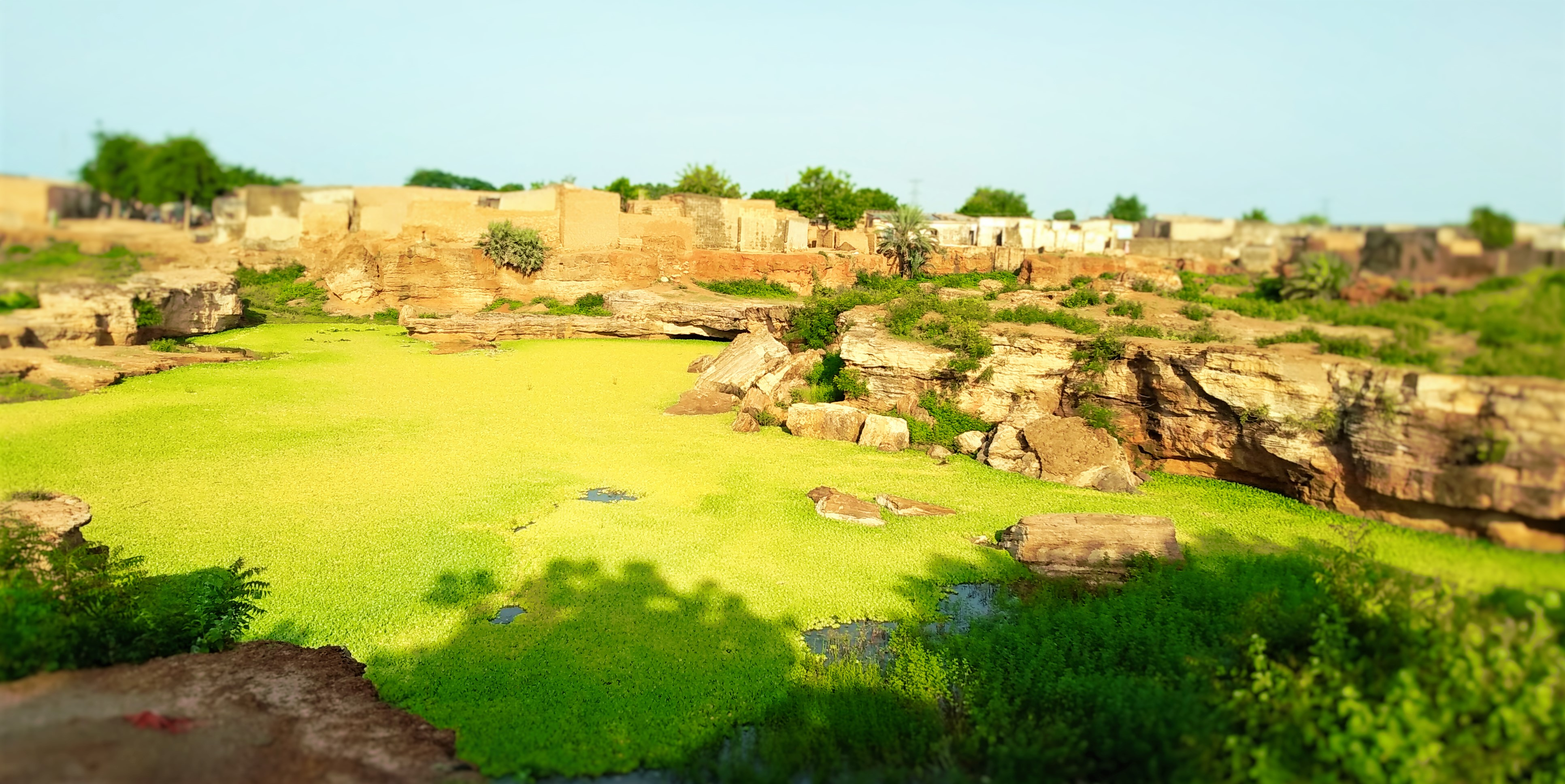
Efflorescence de couleur verte au Nigeria (2018).

La couleur varie selon le type d'algue ou de cyanophycée et selon leur densité ;

Les couleurs varient du violet au presque rose en passant par le rouge ou vert, parfois fluo.

De nombreuses proliférations d'algues ne sont cependant pas assez denses pour provoquer une coloration visible de l'eau. Quand des cyanophycées meurent massivement, elles peuvent former un film bleu très caractéristique en surface.

## Effets d'une efflorescence
En cas d'afflux subit d'un nutriment dont l'absence était un facteur limitant, une espèce planctonique peut se mettre à brutalement proliférer.
En mer, plus de 5 000 espèces de phytoplancton sont décrites, dont 2 % sont connues pour être dangereuses ou toxiques. Ces espèces prolifèrent plus souvent que les espèces non toxiques. Leur prolifération a des effets délétères sur les écosystèmes aquatiques, variables selon les espèces concernées, l'environnement où ils se trouvent, l'intensité du bloom (et le mécanisme par lequel ils exercent ces effets négatifs).

### Efflorescences normales ou bénignes
Certaines efflorescences saisonnières ou périodiques localisées peuvent être normales, à cause d'une remontée d'eau profonde froide et riche en nutriments par exemple (upwelling), ou à la suite de mouvements de nappes phréatiques (au printemps souvent). Au XXe siècle, les efflorescences se sont faites plus intenses et plus fréquentes, généralement créées ou exacerbées par les apports d'eutrophisants d'origine humaine.

### Efflorescences algales nuisibles
Parfois dites HABs chez les anglophones (pour harmful algal blooms) ou en eau douce FHABs (pour Freshwater harmful algal blooms), ce sont celles qui déstructurent et appauvrissent fortement la chaîne alimentaire en raison d'une forte consommation nocturne de l'oxygène dissous et/ou par la production et émission dans le milieu de molécules écotoxiques. Leur coût annuel a été estimé être de 2,2 et 4,6 milliards de dollars par an rien que pour les États-Unis et uniquement pour les efflorescences d'eaux douces selon Dodds et al. (2009).
Issues de pullulation de cyanobactéries, diatomées et:ou dinoflagellées, elles sont de plus en plus fréquentes et massives de par le monde, et peuvent entraîner des déséquilibres écologiques plus durables (eutrophisation chronique évoluant vers une zone marine morte, avec pollution organique, émissions de gaz à effet de serre, mortalité de poissons et crustacés), sur de vastes zones (la plus grande a atteint 22 000 km2 en 2007, au large de l'estuaire du Mississippi).
Principaux effets :
- certains micro-organismes sécrètent ou libèrent à leur mort des phycotoxines dans l'eau. Ces dernières sont responsables d'intoxications d'une partie de mortalités souvent massives chez les poissons, les oiseaux de mer, tortues de mer et parfois chez des mammifères marins, ou la faune terrestres consommant des poissons ou s'abreuvant dans l'eau. Les animaux qui ne meurent pas peuvent conserver des séquelles telles que des dommages mécaniques (cellules épithéliales dégradées, tissus branchiaux dégradés entraînant une hypoxie et un risque d'asphyxie) ou neurologiques ;
- intoxications humaine pouvant entrainer la mort ou des séquelles. Elles proviennent majoritairement de la consommation de fruits de mer (mollusques filtreurs le plus souvent, tels que moules, huitres, escargots aquatiques) contaminés par des cyanotoxines. Les intoxications par consommation de poisson sont plus rares, mais souvent plus graves[19]. Parfois le simple fait d'inhaler les embruns et leurs aérosols suffit à induire l'intoxication ;
- appauvrissement en oxygène de la colonne d'eau (hypoxie ou anoxie) induit par la respiration cellulaire, et la dégradation de la nécromasse par des bactéries et champignons. Ces zones qui étaient des puits de carbone deviennent alors des sources de CO2, mais aussi de méthane (deux gaz à effet de serre) et de sulfure d'hydrogène toxique. Dans ce milieu le mercure est également plus facilement méthylé en méthyl-mercure, ce qui le rend beaucoup plus écotoxique et plus bioassimilable par tous les êtres vivants. La conjonction de ces facteurs contribue à l'apparition de « zones mortes » ;
- quand les blooms concernent de vastes surfaces et qu'ils perdurent, des effets secondaires sur l’atmosphère peuvent exister, via les aérosols et molécules émises par les algues (et plus encore par les cyanophycées a-t-on récemment montré, pour ce qui concerne les émissions d'hydrocarbures halogénés halocarbures, destructeurs de la couche d'ozone[20]. Des quantités importantes de CHBr3, CH3I, CH2Br2 et de CHBr2Cl ont ainsi été produites par un bloom estival de cyanophycées étudié en mer Baltique (jusqu'à 0,3 pmol [μg chl a]−1h−1 pour le CHBr3 à la mi-journée).

### Cas des eaux marines

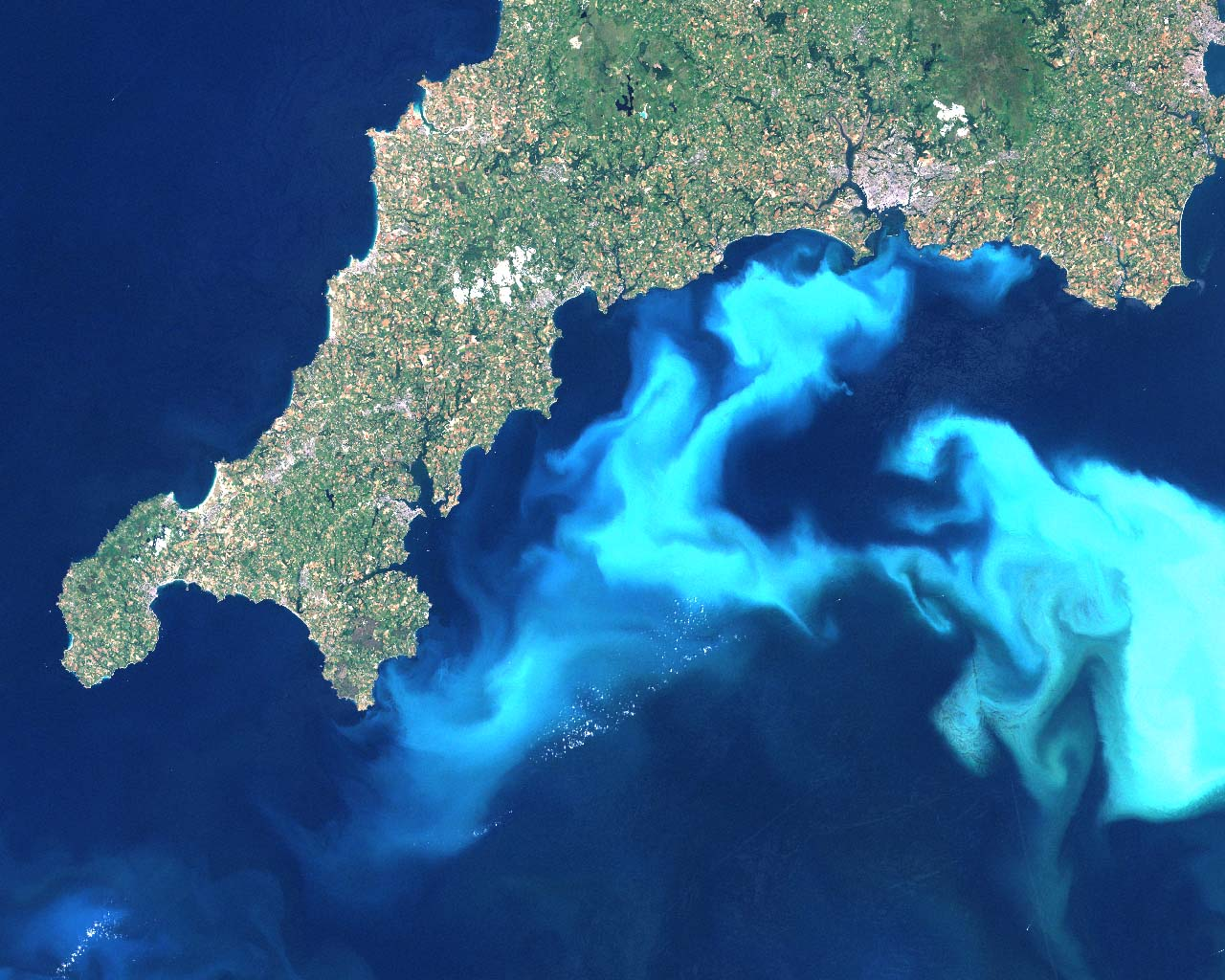
Bloom algal dans la Manche (côte sud du Devon et des Cornouailles en Angleterre, en 1999.

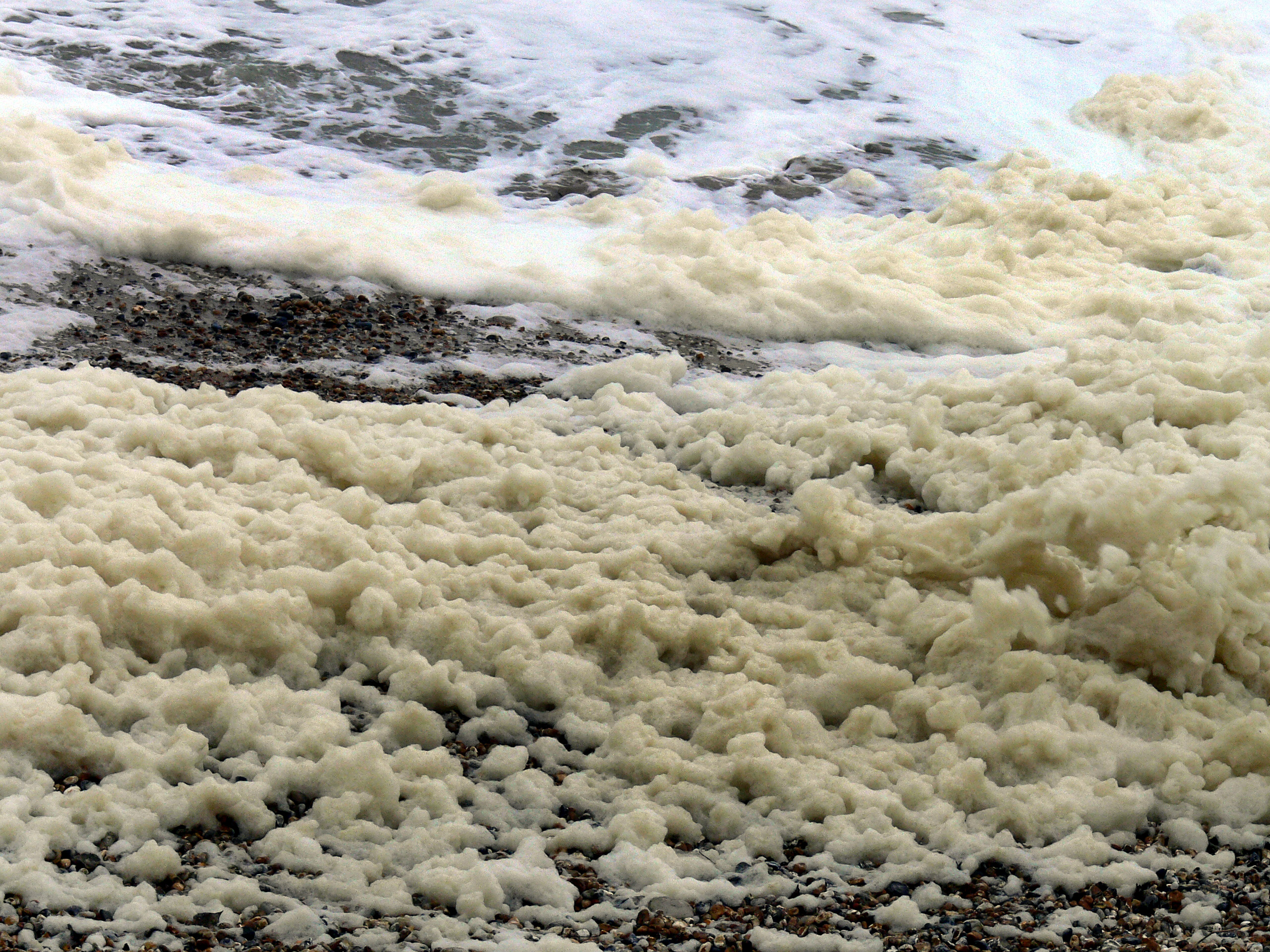
Mousse formée par des Phaeocystis à Ambleteuse sur le littoral du Pas-de-Calais en France.

Deux phénomènes indésirables sont observés en mer : 1) les zones mortes et 2) la concentration de toxines dans le réseau trophique.
Dans le haut de la pyramide trophique, ces toxines vont affecter les poissons, mais aussi des reptiles (tortues marines), des oiseaux de mer et jusqu'aux mammifères marins.
Quand elles ne tuent pas directement les animaux, ces toxines peuvent induire des changements immunologiques, neurologiques, ou des capacités reproductives chez des populations d'espèces déjà menacées. 
Les effets les plus visibles pour le grand public sont les échouages de cétacés : par exemple 107 grands dauphins se sont échoués le long de la péninsule de Floride au printemps 2004 après avoir ingéré des menhadens (Brevoortia spp.) contenant des taux élevés de brévétoxine, toxine qui a déjà été impliquée dans la mortaballité des lamantins se nourrissant dans les herbiers d'une phanérogames endémiques (Thalassia testudinum) dans lesquels des taux élevées de brévétoxines ont été détectés. Des grands mammifères consommateurs de zooplanctons, comme la très menacée baleine franche de l'Atlantique Nord ont été exposés à des neurotoxines en se nourrissant de zooplancton contaminé ; l'habitat estival de cette espèce chevauche des zones de blooms saisonniers de dinoflagellés toxiques (Alexandrium fundyense) où l'ingestion de proies contaminées (copépodes tels que Calanus finmarchicus notamment) peut affecter les fonctions respiratoires, digestives et in fine la qualité de la reproduction. 
Il a été montré chez la tortue caouanne, autre espèce en danger critique, qu'une exposition à des brévétoxines, par simple inhalation d'aérosol contenant la toxine, et/ou par ingestion de proies contaminées induisait des signes cliniques (léthargie, faiblesse musculaire) et une atteinte du système immunitaire.

### Cas des eaux douces

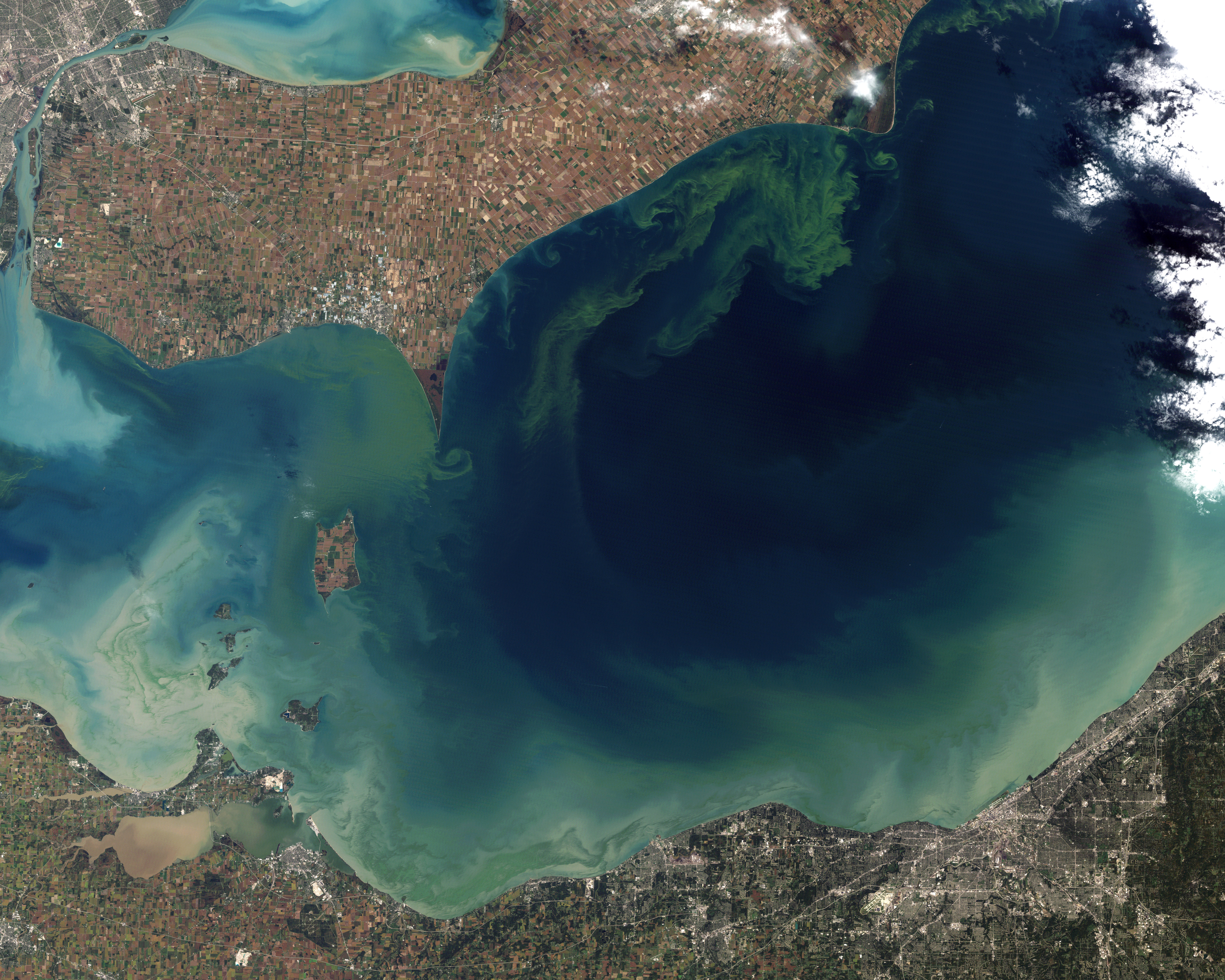
Octobre 2011 : la pire des efflorescences de cyanophycées subies par le Lac Érié depuis des décennies. Des pluies printanières exceptionnellement fortes venaient de lessiver les fertilisants du bassin versant.

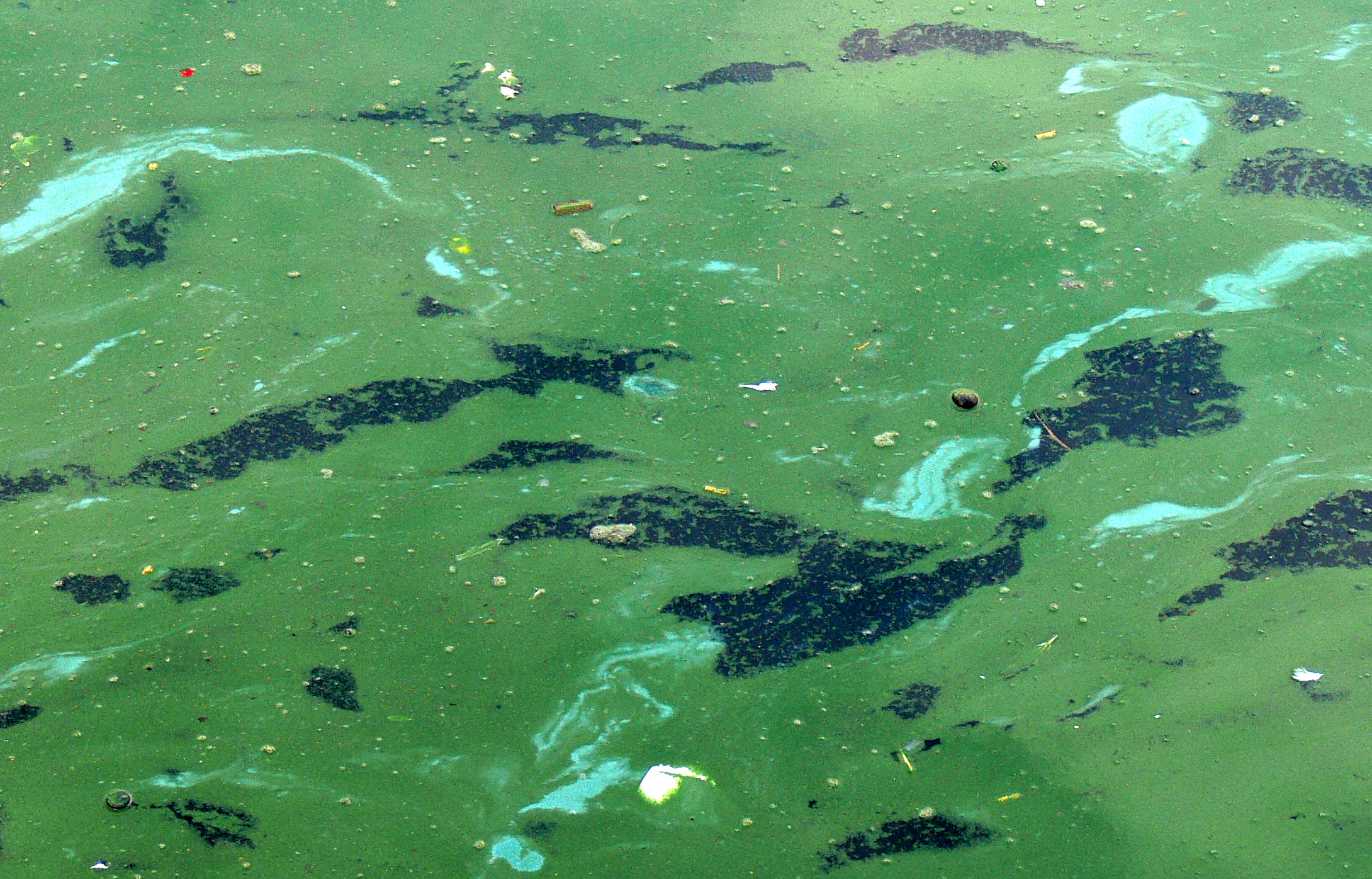
Pullulation de cyanophycées en eau douce, avec apparition de taches bleues correspondant aux pigments bleus libérés par des bactéries mortes, source d'aérosols toxiques, écotoxiques et d'halocarbures (gaz destructeurs de la couche d'ozone).

Dans les lacs, étangs, cours d'eau ou mares, tout excès de certains nutriments (phosphates et/ou nitrates) dans le bassin versant peut déclencher une efflorescence.
Les eutrophisants proviennent généralement du lessivage de sols amendés pour des raisons agricoles ou récréatives (golf, jardins, certaines plantations) ou à la suite de pollutions accidentelles, ou à la suite d'une pollution chronique de l'air par des oxydes d'azote (qui en se combinant avec l'ozone troposphérique produisent du NO3−), ou encore à la suite de l'utilisation de lessives contenant des phosphates (de plus en plus rares). Le carbone et certains carbonates semblent aussi pouvoir jouer un rôle (en présence de nutriments le carbonate de sodium résiduel agirait comme catalyseur pour les algues en fournissant du dioxyde de carbone dissous, dopant la photosynthèse subaquatique).
En Écosse, au début des années 1990, dans plusieurs cas, on a démontré que des chiens étaient morts d'avoir bu de l'eau de lac dans une zone d'effleurissement de cyanophycées benthiques ; l'intoxication provenait de molécules hautement neurotoxiques synthétisées par les cyanobactéries (en l'occurrence du genre Oscillatoria, dont certains exemplaires ont aussi été retrouvés dans le contenu stomacal des chiens empoisonnés) ; La neurotoxine était l'anatoxine-a, retrouvée dans l'estomac des chiens, et également produite en laboratoire par les cultures de la même bactérie. C'était la première fois qu'on trouvait cette toxine dans un organisme benthique plutôt que planctonique.
Des blooms peuvent aussi être observés dans les aquariums d'eau douce, peu après leur premier remplissage (quand l'équilibre entre algues, virus, bactéries, n'est pas encore atteint) et/ou quand les poissons sont trop nombreux ou suralimentés au point que l'excès de nutriments ne peut plus être absorbé par les plantes. La situation peut être corrigée en changeant une partie de l'eau et en réduisant la dose d'aliments délivrés aux poissons.

## Effets socioéconomiques
Même quand la baignade n'est pas interdite, les blooms algaux, ou les marées vertes et leurs odeurs sont souvent peu appréciés par les touristes.
Certaines efflorescences justifient aussi des interdictions provisoires de récolte ou vente de certains produits de la mer (coquillages en particulier), ce qui est sources de manque à gagner pour la conchyliculture et l'aquaculture. Par exemple, le 19 novembre 2008, les autorités de l'Oregon y ont provisoirement interdit la récolte des coquillages sur tout le littoral en raison des taux de toxines paralysantes (probablement produites par des dinoflagellées), à la suite d'une prolifération algale inhabituelle.

## Suivi et mesure des teneurs en plancton

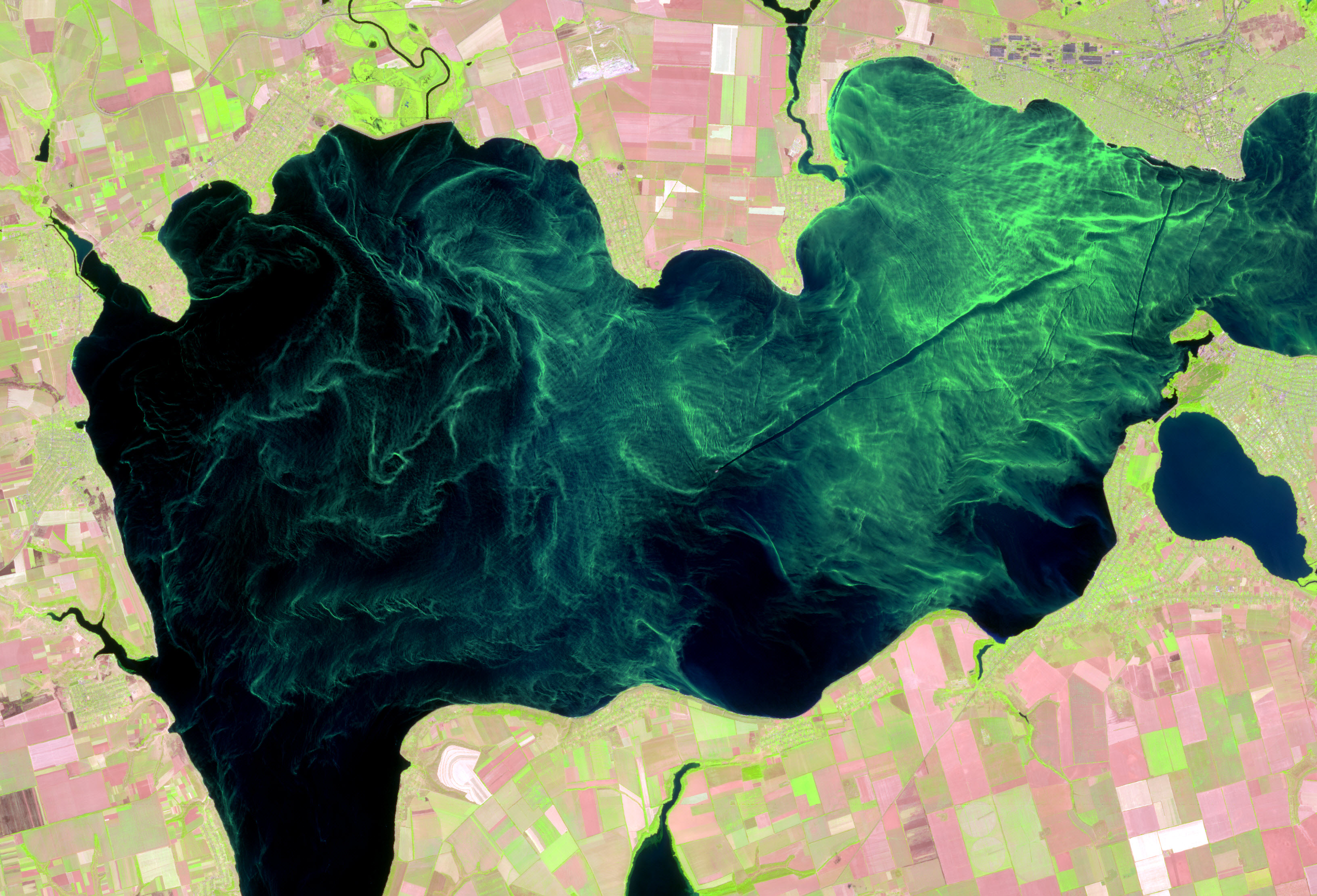
Suivi de prolifération algale par télédétection.

En raison de leurs effets, les efflorescences algales font l'objet d'une certaine surveillance, à partir d'images satellites et d'échantillonnage in situ. En France, il y a le programme PHENOMER, qui invite les gens à documenter les efflorescences des microalgues.
Plusieurs outils permettent de mesurer la biomasse planctonique (éventuellement au moyen de la mesure de la chlorophylle) puis d'examiner les espèces présentes.
Les pics de concentration varient selon le milieu :
- de 1 à 10 µg/litre de chlorophylle dans un lac oligotrophe,
- jusqu'à 300 µg/l dans un lac eutrophe (étouffé),
- jusqu'à 3 000 µg/l dans un lac hypereutrophe (comme le Hartbeespoort Dam en Afrique du Sud[29],[30]).

## Recherche de solutions
Dans les cas où les apports sont terrigènes et agricoles, urbains et industriels, il s'agira de supprimer les rejets d'eau polluée en mer, et de réduire à la source des rejets de nitrates et phosphates et de construire des stations d'épuration et/ou des systèmes de lagunage naturel capables de traiter ces rejets avant de rejeter l'eau dans le milieu naturel.
La lutte contre l'érosion des sols et une politique de déseutrophisation des eaux de surface, de renaturation des berges (les racines des arbres fixent les berges et prélèvent des nitrates directement dans l'eau), des stratégies de lutte contre les inondations brutales (source de turbidité et de transferts de nitrates) peuvent être aidés par le génie écologique (ex : pose de fascine, création bassins tampon renaturés, ou encore réintroduction de castors qui par leurs barrages régulent les débits de certains cours d'eau...). Ces mesures peuvent contribuer à rendre les eaux de ruissellement plus propres de la source à l'estuaire.
Restaurer les populations naturelles et en bonne santé d'organismes filtreurs (coraux, éponges, bivalves et autres filtreurs...) peut aussi contribuer au bon état écologique des eaux,,.

### Vidéographie
- Marée verte ; Grave pollution en Mer du Nord : une algue verte et visqueuse (espèce crysochromulina polylepsis) se développe très rapidement à la surface de l'eau et provoque la mort par asphyxie des poissons et des coquillages. MIDI 2 02/06/1988 Images d'archives ; INA.